# Mercado de la pobreza
Mercado de la pobreza, según expresión acuñada por el equipo de la revista teórica "Bang!" y asumida por el resto de críticos del medio, es el nombre con el que se designa al conjunto de publicaciones producidas desde finales de los años sesenta a mediados de los setenta por editoriales como Petronio (1969), Pined (1971), Producciones Editoriales (1971), Ursus (1972), Vilmar (1972) o Maisal (1973).
El mismo fenómeno, al repetirse a finales de los años 80, recibió el nombre de Mercado suburbial.

## Características
- Impresión descuidada.[1]

## Historia
Ya en 1963, Galaor tendía a este mercado. A ella se sumaría más tarde Boixher.